# سالت پوینت (نیویورک)
سالت پوینت (به انگلیسی: Salt Point) یک منطقهٔ مسکونی در ایالات متحده آمریکا است که در شهرستان داچس، نیویورک واقع شده‌است. سالت پوینت ۲٫۱۶ کیلومتر مربع مساحت و ۱۹۰ نفر جمعیت دارد و ۷۶٫۲ متر بالاتر از سطح دریا واقع شده‌است.